# Viento de levante

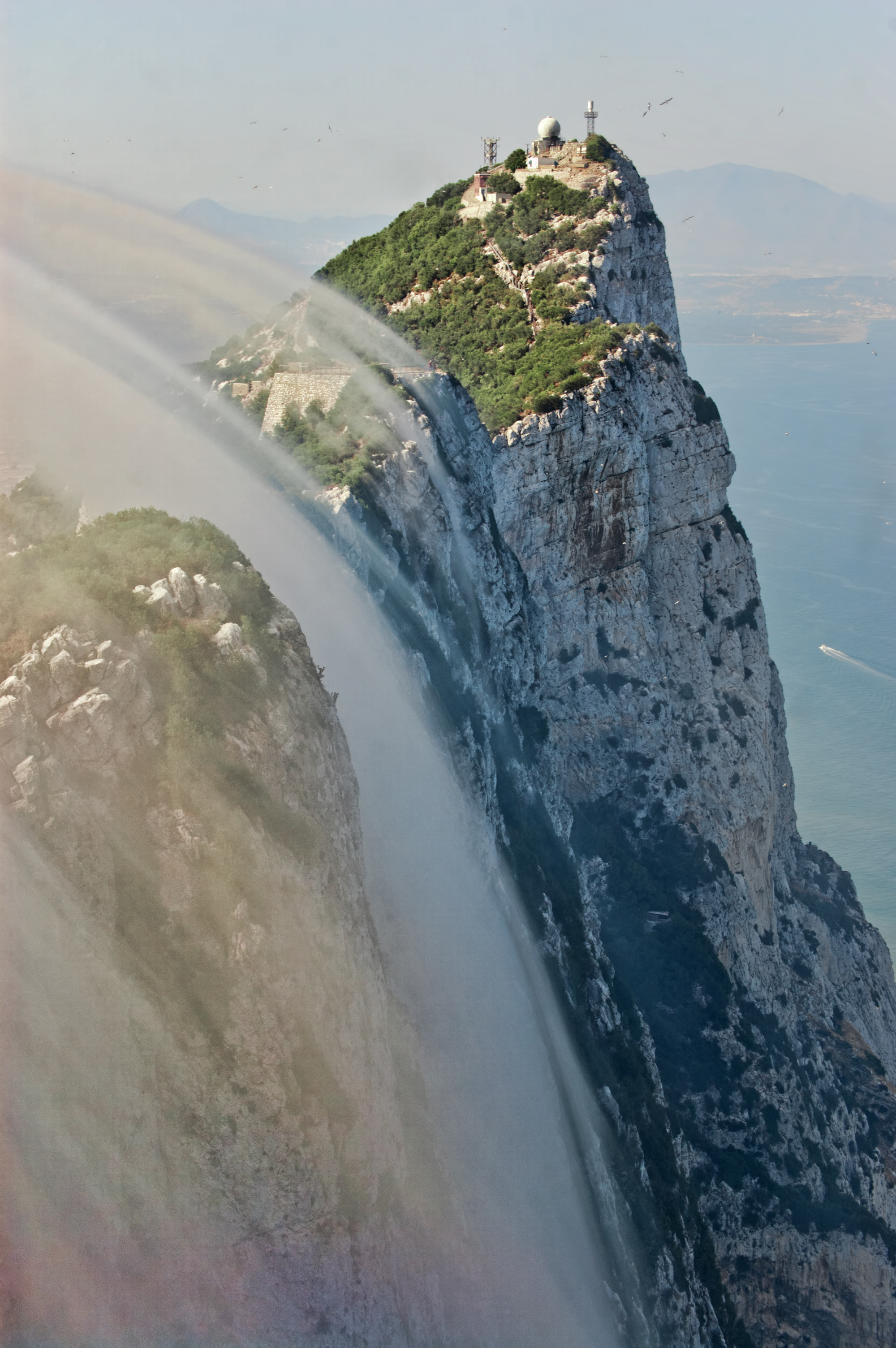
Nube de Levante formándose sobre el lado este del peñón de Gibraltar. Este fenómeno es conocido como "Las barbas del Levante".

El viento de levante o simplemente levante (en francés levantin; en italiano levante), también llamado viento de solano, es el nombre con el que se suele designar al viento procedente del este en el litoral mediterráneo de España y, en general, en todo el mediterráneo occidental.
Al soplar de forma moderada o fuerte, el levante provoca fuertes marejadas en el Mediterráneo. Generalmente suave y húmedo, el levante con frecuencia trae nubes y lluvia. Cuando hace buen tiempo, se le conoce como "levant blanc" o "levante calma".
El origen del nombre es el mismo que el del Levante, la región este del Mediterráneo. También se le atribuye la palabra francesa levant, el participio del verbo "elevar" - por donde se eleva el sol - del latín levare. El término se refiere así a la dirección oriental del sol al amanecer.

## Descripción
El viento nace en el Mediterráneo central y en las proximidades de las Islas Baleares y alcanza su mayor velocidad al atravesar el estrecho de Gibraltar. El viento trae nieblas y precipitaciones al litoral mediterráneo de la península ibérica pero provoca tiempo seco en el lado occidental del Estrecho, especialmente en la costa atlántica andaluza. Esta peculiaridad tiene que ver con el efecto foehn que realizan las montañas de los sistemas Béticos y los hace bien conocidos por los habitantes del lugar, que lo asocian con tiempo caluroso o ventoso. En Gibraltar genera formaciones de nubes particulares en el Peñón, conocidas vulgarmente como las barbas del levante. Los vientos de Levante pueden ocurrir en cualquier momento del año, pero son más comunes desde mayo a octubre. Su intensidad puede ser muy variable pero puede llegar a ser muy alta, imposibilitando la salida de buques en los puertos de Ceuta, Tarifa, Algeciras y Tánger .

## Origen meteorológico
Durante el verano boreal, las largas horas de sol generan a menudo una baja térmica (B) sobre el noroeste del continente africano, exactamente sobre la cordillera del Atlas. Esta baja de presión entre 1005 y 1010 milibares entra en contraposición con el anticiclón de las Azores, más reforzado en épocas veraniegas, y situado al norte del archipiélago. Esta conjunción genera vientos en contra del sentido del reloj en la baja presión (viento del este en su zona norte) sobre el mediterráneo más occidental. Junto al origen barométrico, se añade el efecto local del estrecho de Gibraltar, que magnifica su fuerza y velocidad justo en esa zona.
La sequedad en Andalucía occidental es debido al efecto Foehn producido por las estribaciones occidentales de las sierras béticas.

## Régimen de vientos en el estrecho de Gibraltar

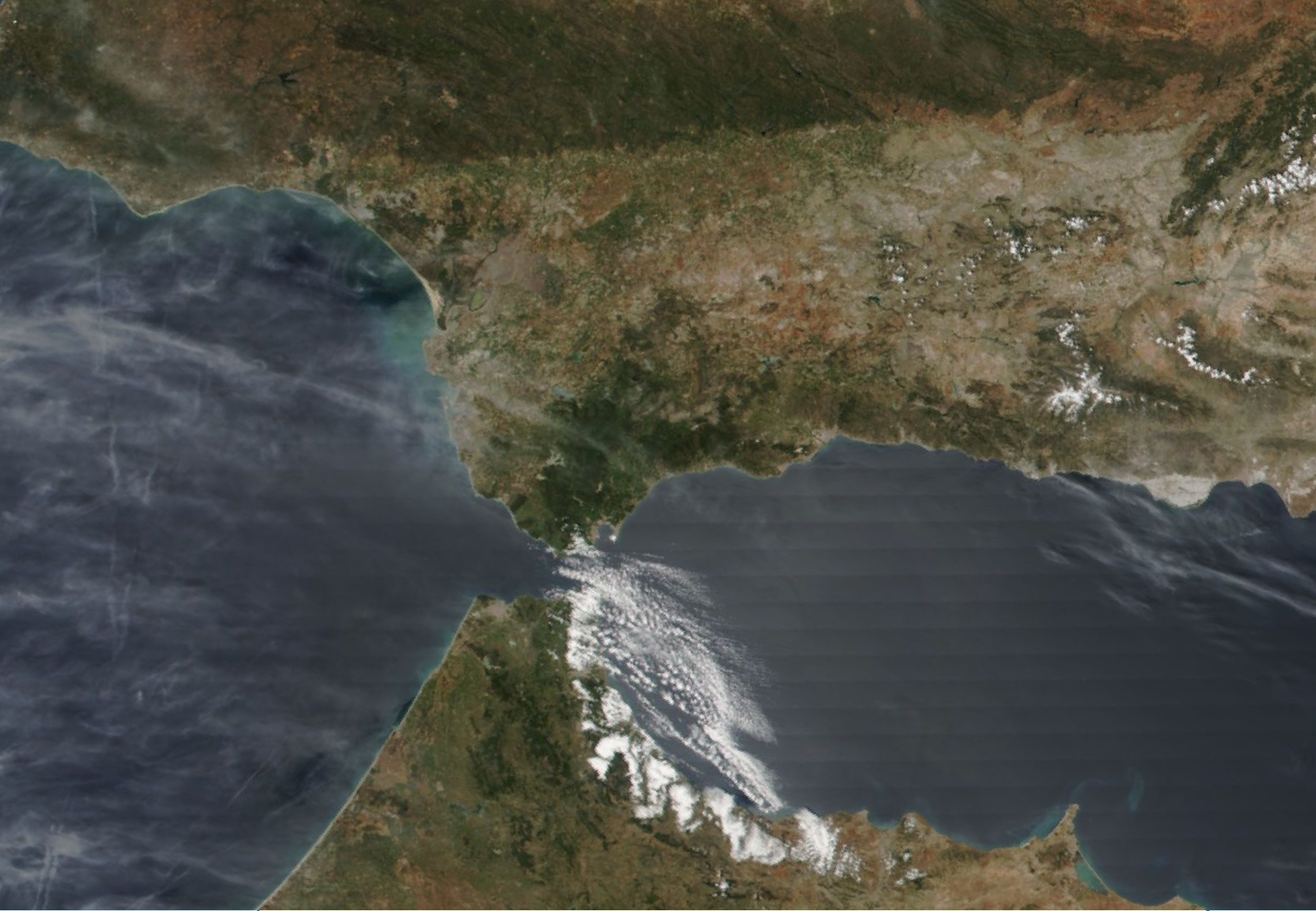
Vista de satélite MODIS (NASA) del Estrecho de Gibraltar en un día de levante. La nubosidad se acumula en el lado este del estrecho.

El Estrecho de Gibraltar, ubicado en la entrada occidental del Mar Mediterráneo, debido a sus condiciones geográficas como paso entre dos mares y a lo abrupto de sus costas, se asocia con frecuencia con fuertes vientos que pueden producir condiciones de mar muy peligrosas para la navegación, especialmente cuando soplan contra la marea, la corriente o se intensifican a través del Estrecho.
El viento más pronunciado a través del Estrecho es el Levante, que puede producir vientos de 20-40 nudos (10-20 m/s) soplando en dirección este, desde el Mediterráneo. En condiciones anticiclónicas causan estabilidad en el flujo de aire de bajo nivel, suprimiendo fuertemente el movimiento vertical del aire y pueden dar lugar a la formación de una inversión a unos pocos kilómetros de la superficie. Tal inversión proporciona una tapa que contiene el aire de bajo nivel y da como resultado un mayor bloqueo topográfico y la aceleración del flujo de aire a través del espacio que forma el Estrecho. En tales circunstancias, los vientos pueden pasar de una brisa moderada o fresca del este sobre el Mar de Alborán a una gran fuerza en el lado occidental del Estrecho y hacia el oeste. Debido a que el flujo se está acelerando y a menudo hay un gradiente de presión significativo a través del Estrecho, los vientos más fuertes no se observan a mitad del Estrecho, como podría esperarse si el mecanismo del embudo fuera dominante; más bien, los vientos más fuertes están en el Estrecho occidental e inmediatamente a favor del viento hacia el oeste. Los vientos de levante son más frecuentes durante la temporada cálida, de abril a octubre, y a menudo alcanzan un pico en primavera, cuando el Mediterráneo está relativamente fresco, lo que aumenta la estabilidad del flujo de aire de bajo nivel.

## Temporales de Levante
En la península ibérica, el viento de Levante puede general importantes temporales marítimos asociados al fenómeno conocido como DANA o gota fría, que afectan principalmente a las zonas costeras de Cataluña, Comunidad Valenciana, Región de Murcia y Baleares. Es un viento húmedo y frío, según la época del año y la situación en altura puede provocar nevadas en cotas muy bajas. En 1960 las rachas de viento alcanzaron los 198 km/h. En la costa, el levante afecta especialmente al estado del mar, levantando un fuerte oleaje, que puede provocar daños importantes en playas y puertos. En febrero de 1948 un temporal de levante destruyó 50 m de escollera del puerto de Barcelona y en 2020 la Borrasca Gloria causó trece víctimas mortales en toda España.

## En la cultura popular
- El Levante es referido como símbolo de temporal otoñal en la famosa canción española Mediterráneo de Joan Manuel Serrat.
- Este viento da nombre a una canción de la banda de Flamenco-Metal Breed 77, que tituló una canción de su álbum de 2006 In My Blood (En Mi Sangre) "Viento De Levante".
- En su novela El alquimista, Paulo Coelho hace mención al Levante, describiéndolo como el viento que trajo a los moros a España.
- El Levante se menciona en la novela de ficción histórica Los cien días de Patrick O'Brian.
- Levante es el nombre del miniálbum de la banda surcoreana Stray Kids, lanzado el 9 de diciembre de 2019.
- En la película Volver de Pedro Almodovar se menciona el viento solano como responsable de los incendios que acaban con la vida de la madre de la protagonista y describe el fenómeno como un viento que "vuelve locas a las personas"